# Teppichkäfer
Der Teppichkäfer oder Braunwurz-Blütenkäfer (Anthrenus scrophulariae) ist ein Käfer der Familie der Speckkäfer (Dermestidae). Er gehört mit seinen Verwandten, dem Kabinettkäfer (Anthrenus museorum) und dem Wollkrautblütenkäfer (Anthrenus verbasci) zu den häufigsten Materialschädlingen in Wohnungen.

## Merkmale
Die Käfer erreichen eine Körperlänge von 3 bis 4,5 Millimetern und haben eine gewisse Ähnlichkeit mit Marienkäfern. Ihre Körpergrundfarbe ist schwarz, wird jedoch vollständig von großteils andersfarbigen Schuppen verdeckt. Entlang der Flügeldeckennaht verläuft ein mehr oder weniger durchgehendes rotes Band. Hinzu kommen drei nur angedeutete, helle Querbänder auf den Deckflügeln. Am Rand dieser können weitere Gruppen mit roten Schuppen vorkommen. Der Halsschild ist an den Seiten hell und rot gefärbt, in der Mitte ist er dunkel. An der Naht zu den Deckflügeln ist er fein rot gefärbt. Neben der roten Variante gibt es auch Käfer, die stattdessen eine gelbe Färbung haben. Die Unterseite der Käfer ist ebenso mit Schuppen bedeckt und bunt gemustert. Die Fühler haben elf Glieder, von denen die letzten drei eine Keule bilden.
Die Larven des Teppichkäfers werden etwa sechs Millimeter lang, sind dicht behaart und tragen zusätzlich Pfeilhaare.
Eine Zeichnung des Käfers und seiner Larve (Bollow 1958) findet sich in Bellmann/Honomichl S. 189, Abb. D-6.

## Vorkommen
Die Käfer kommen weltweit vor, fehlen aber in den kalten Regionen, wie beispielsweise im hohen Norden. Als Kulturfolger findet man sie sehr häufig in der Umgebung der Menschen. In Europa fliegen sie von Mai bis Juli, in der Nähe des Menschen kommen sie das ganze Jahr über vor.

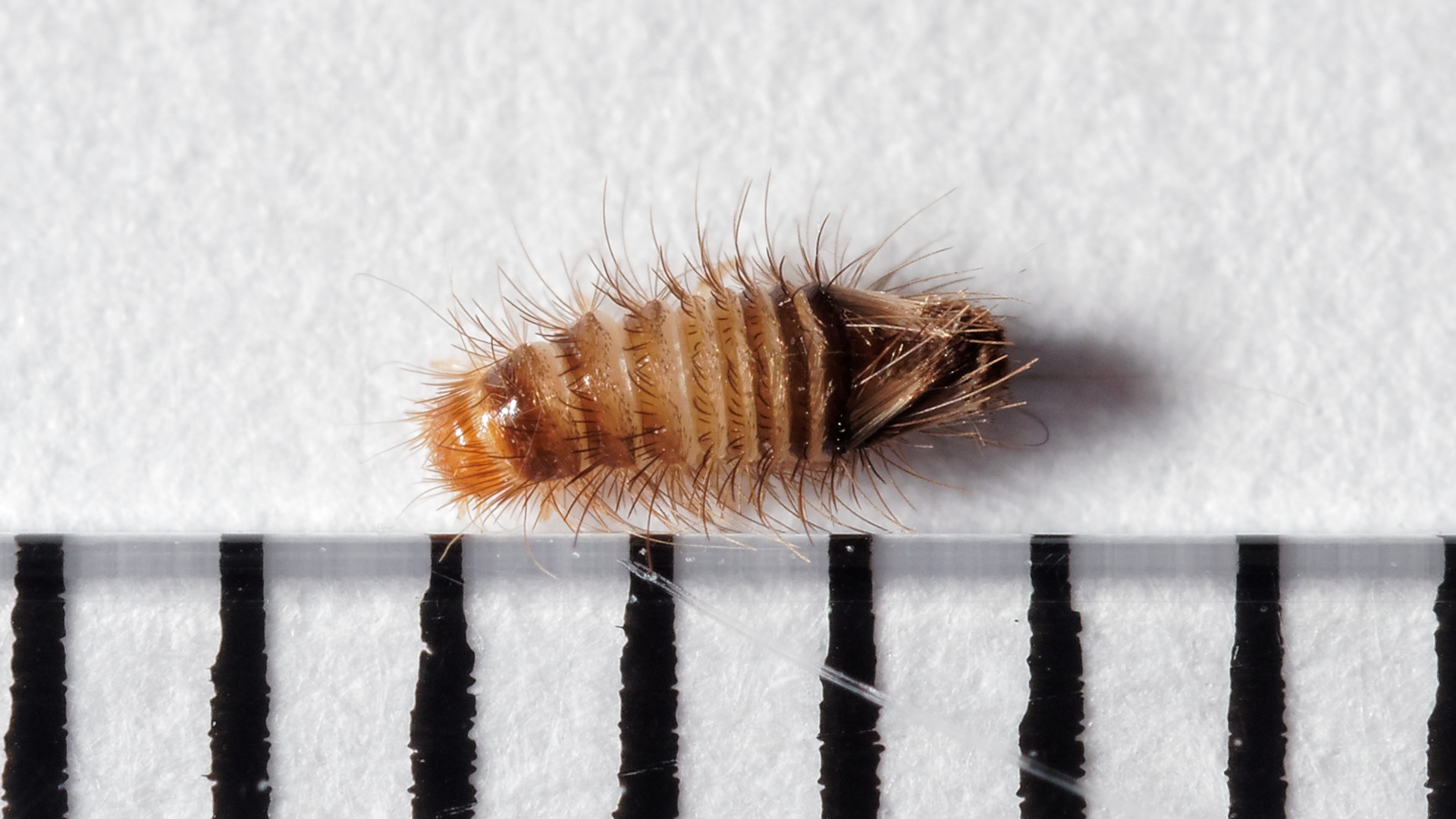
Larve des Teppichkäfers mit Maßstab in Millimeterteilung

## Lebensweise
Die Imagines ernähren sich von Blütenpollen und Nektar von weißblühenden Pflanzen, vor allem von Weißdorn, Eberesche und Doldengewächsen. Die Larven sind überall dort zu finden, wo sich Produkte tierischer Herkunft bzw. keratin- und chitinreiche Stoffe, beispielsweise tote, vertrocknete Insekten, Haare oder Federn, finden. Sie fressen aber auch Textilien und Wolle. Für Insektensammlungen können sie mitunter sehr schädlich werden. In freier Natur entwickeln sie sich unter Rinde oder in Vogelnestern, seltener auch in Nestern von Säugetieren. Vor allem aus Vogelnestern an Häusern schlüpfende Käfer dringen von dort auch in die Häuser ein.

## Entwicklung
Pro Jahr legt das Weibchen nur einmal bis zu zwanzig Eier an einen geeigneten Platz, beispielsweise an ein Wollprodukt ab. Schon nach wenigen Tagen schlüpfen aus den Eiern lichtscheue Larven, die durch mehrere Häutungen in etwa einem Jahr zum ausgewachsenen Insekt werden. 